# Geomància

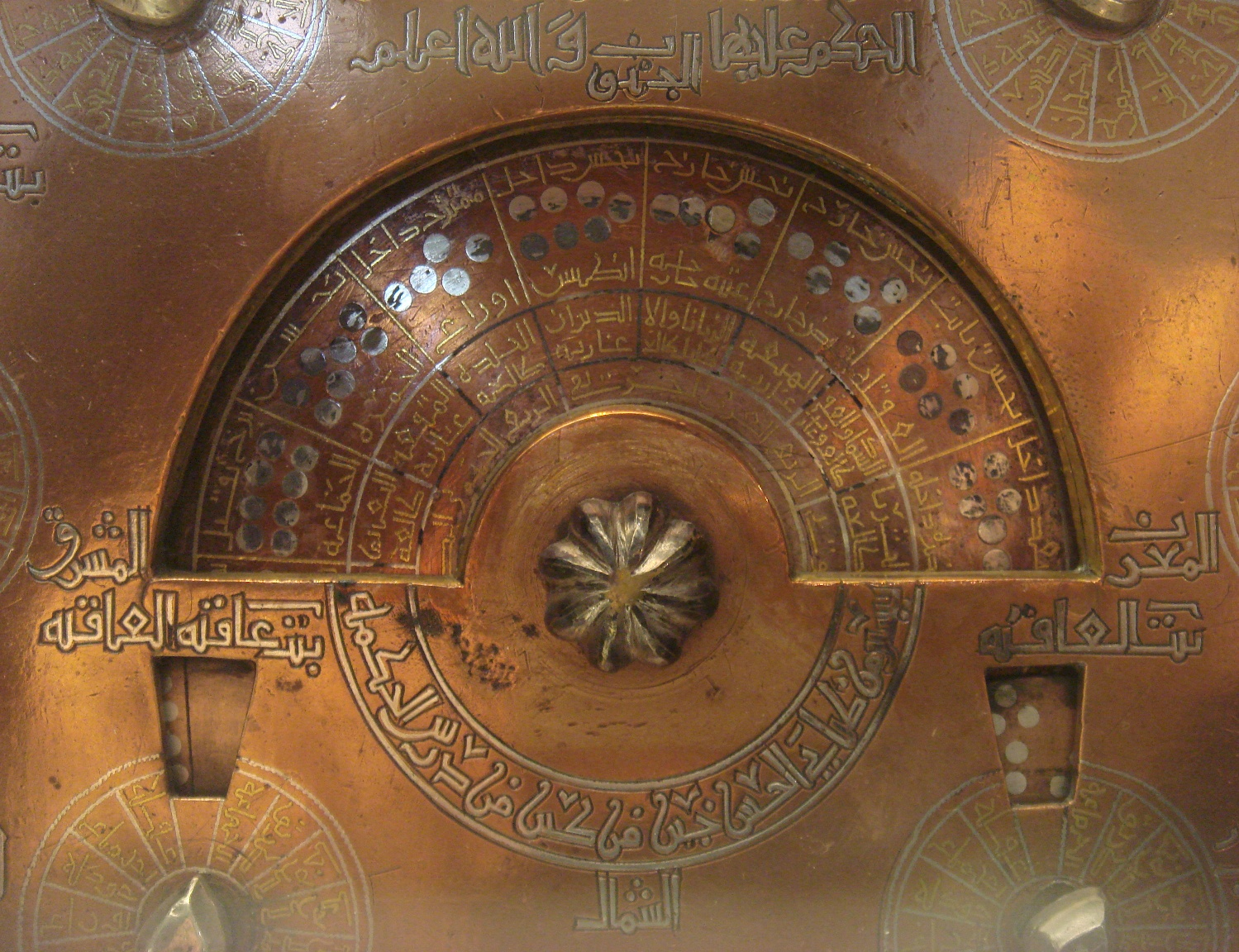
Detall d'un instrument geomàntic. Antic Egipte o Síria. 1241-1242 d. C. Muhammad ibn Khutlukh al Mawsuli. Museu britànic

Figures geomètriques utilitzades en la geomància

La geomància és un antic art d'endevinar mitjançant figures fetes a terra, a la sorra, al pergamí o al paper, contant punts a l'atzar que serviran de clau per crear determinades taules.
Sembla que una de les primeres al·lusions a la geomància es troba en un fragment grec d'una Chronografia de G. Syncellus, descoberta en temps relativament moderns a Egipte, un fragment possiblement traduït del hebreu o del arameu, procedent de l'era precristiana, que conté alguns trossos d'un anomenat Llibre d'Enoch. Segons l'historiador de la pseudociència Thorndike, aquest llibre es va difondre profusament pel Pròxim Orient fins al segle iv després de Crist, qual la seva influència començà a decaure i no tornà adquirir-la fins al segle xii.